# Miraż (album)
Miraż – debiutancki album studyjny hip-hopowej grupy Projektor, wydany 3 kwietnia 2006 roku. Płytę promuje singel "Nie poganiaj mnie" do którego teledysk zrealizowała Papaya Films. Za skrecze odpowiedzialny jest DJ Bambus (członek Pokahontaz i Paktofoniki). Na albumie można usłyszeć takie osoby jak Rahim, Bas Tajpan, Cichy, Moral, Niq-a, Śliwka Tuitam i Mea.

## Lista utworów
Źródło.
1. "Rewolucyjne intro"
2. " Cała prawda"
3. "Co zdobyte" (gościnnie: Śliwka Tuitam)
4. "Pisak"
5. "Niekończąca się opowieść"
6. "Rzepy" (gościnnie: Cichy, MiniX)
7. "Nie poganiaj mnie"
8. "Wszyscy mają problem"
9. "Schron dla dusz"
10. "Mirash"
11. "Pauki za pauki" (gościnnie: Niq-a, Moral, Rah)
12. "Masta kompresji" (gościnnie: Mea)
13. "Mi i iM"
14. "Nie chodzi o..." (gościnnie: Cichy, Bas Tajpan, Rah)
15. "Ciche Outro"

Utwory bonusowe :
1. "Ciężko lekko żyć"
2. "Cała prawda" (Grafit. remix)